# Adsav
Adsav (en français : « relèvement » ou « renaissance ») est un parti nationaliste et indépendantiste breton, d'extrême droite, né d'une scission du Parti pour l'organisation d'une Bretagne libre (POBL).

## Historique
Il est fondé en 2000, par Patrick Montauzier.
En 2005, Dominique de Villepin demande la dissolution de l'organisation.
En 2011, Adsav adhère à l'association KAD-CPB (Kelc'h An Dael - Cercle du Parlement breton) pour la restitution et/ou création d'un parlement breton moderne. Des membres d'Adsav participent à la manifestation contre le squat d'une maison à Rennes et organisent le 10 octobre une manifestation pour la fermeture de la mosquée Sunna de Brest.
En 2015, le parti organise une manifestation anti-migrants. Ces actions sont condamnés par différents syndicats.
Il est considéré comme inactif depuis 2016.

## Idéologie
Se définissant à sa création comme la « droite nationaliste », Adsav est un mouvement d'extrême droite,,, terme qu'il récuse. Proche des positions du Voorpost, et de la Ligue du Nord, Adsav fréquente des partis indépendantistes de la droite nationaliste et populiste de différentes nations européennes.
L'organisation assume officiellement la collaboration du Parti national breton pendant la Seconde Guerre mondiale. Selon le Collectif antifasciste rennais, l'ADSAV « se place en héritière » des collaborationnistes.
Le groupe établit un lien entre les attentats de 2015 en France et l'accueil de réfugiés ; il vise notamment les « logements vides » qui seraient réquisitionnés « pour les clandestins ». La même année, le parti organise une manifestation contre le trafic de drogue. Cette manifestation est contestée par groupe libertaire Lochu.
Pour Adsav, les Bretons sont « victimes d'une occupation mentale ». Son principal message est donc : « Breton maître chez toi ». Le parti est l'auteur d'affiches xénophobes, racistes ou contre l'Islam sur le thème de la lutte contre « le noircissement de la Bretagne », en représentant une « marée noire » accolée à une mosquée. Il dit lutter contre « le métissage des peuples et des cultures ».
Adsav s'oppose à l'adhésion à l'Union européenne de la Turquie.

## Organisation
Adsav est structuré en sections ou kevrennoù.
Roland de la Morinière (membre d'Adsav) devient en 2005 président de l'association Unvaniezh Koad Kev, association dont le but est de perpétuer le souvenir de l'Abbé Perrot.
Le livre La France rebelle écrit en 2001 et publié en 2002, lui attribuait quelques dizaines de militants pour l'année 2001, soit moins d'un an après la création du parti. En septembre 2009, la commémoration annuelle de la bataille de Ballon ne rassemble que 30 participants bien que le groupe dise compter 800 sympathisants.
En 2016, les effectifs d'Adsav sont redescendus en dessous de 50 membres, le parti n'est plus considéré comme actif.

### Publications
L'organisation publiait un magazine trimestriel War Raok (« En avant » en breton).

### Liens internationaux
Adsav utilise le même triskèle jaune que le drapeau du PNB.

## Affaire judiciaire
En 2019, Ronan Le Gall — président du parti — est condamné à une amende de 500 € pour non-dépôt dans les délais des comptes d’un parti politique.

## Polémiques
En 2015, Adsav participe à un rassemblement à Pontivy contre l’immigration et les réfugiés. Cette participation est condamné par la FSU, la CFDT, la CGT, FO, UNSA, et le syndicat Solidaires.

## Élections
Adsav a présenté six candidats aux élections cantonales de 2008. Les résultats sont les suivants :
- Ronan Le Gall à Briec : 5,21 % ;
- Erwan Josset à Auray : 4,12 % ;
- Frédéric Thetiot à Saint-Père-en-Retz : 2,33 % ;
- Thierry Le Béhérec à Châteaugiron : 4,96 % ;
- Patrick Montauzier à Dol-de-Bretagne : 4 % ;
- Roland de la Morinière à Lamballe : 6,29 %.